# Robert Roqué i Jutglà
Robert Roqué i Jutglà (Olot, 10 de juny de 1943) és un periodista català, especialitzat en temes sardanistes.

## Biografia
El seu pare, Joan, fou ballador i capdanser de colles sardanistes, director d'esbarts i actor de teatre aficionat de l'Orfeó Popular Olotí. Robert Roqué va fer els estudis primaris als escolapis d'Olot, i als deu anys ingressà al seminari de Girona, on cursà estudis eclesiàstics durant 6 anys. Pels anys 60 comença la seva activitat d'informador sardanista a través dels mitjans de comunicació. A Olot, juntament amb Josep Gelis i Berga, col·laborà en el guió del programa de sardanes de Ràdio Olot (que s'havia de fer en castellà). Durant 16 anys, a partir de 1970, realitzà un programa, en català, anomenat primer Nostra dansa i posteriorment Ressons de cobla a Radiocadena, de Girona, de manera ininterrompuda cada setmana. Col·laborà als programes de RNE de Barcelona La veu de la sardana i Plaça major.
Ultra la tasca de gerent de la revista Presència durant 6 anys, també va ser un dels fundadors i, des del començament, col·laborador setmanal, d'una pàgina dedicada a la sardana al Punt Diari de Girona. També va ser responsable durant 7 anys de la secció Folklore viu de la Universitat Catalana d'Estiu que se celebra a Prada de Conflent (Catalunya Nord).
Fou director comercial i, actualment, és director editorial de la revista SOM. Impulsà i creà la col·lecció de llibres MOS. Ha estat presentador de molts concerts de sardanes arreu de Catalunya, amb les cobles Selvatana, Montgrins, La Principal de la Bisbal, Ciutat de Girona, Amoga, Cadaqués i Costa Brava, i també ha presentat les campanyes de Música de Cobla de la Diputació de Girona. Dirigí el programa Tonada i Dansa que s'emeté durant 5 anys per totes les emissores de les comarques gironines, sota els auspicis de la Diputació de Girona. Col·laborà en diferents escrits, a programes d'aplecs i butlletins d'entitats sardanistes.
Ha estat coordinador de les gires per Catalunya de la Cobla La Principal d'Amsterdam els anys 1989, 91, 93, 95, 97, 99, 2001, 2003 i 2005. També ha fet de gerent dels actes del Centenari de La Principal de la Bisbal (1988), i ha estat presentador i comentarista del concert de La Principal de la Bisbal, dels actes del Centenari al Gran Teatre del Liceu de Barcelona. Ha intervingut com a organitzador dels aplecs de Castelló d'Empúries, Castell-Platja d'Aro, Cadaqués, l'Escala i Roses. Fou guardonat amb la medalla al mèrit sardanista de l'any 2000, atorgada per l'Obra del Ballet Popular.

## Obres
- La Selvatana, 75 anys d'una cobla, Girona: Diputació de Girona, 1988
- Sardanes i Nadales, Olot: Ajuntament d'Olot, 1992
- Històries de les sardanes Girona: GISC, 1997. (5 volums)
- Ricard Viladesau i Carner. El príncep de la tenora, Girona: GISC, 1998
- Martirià Font i Coll, el músic, Banyoles: Foment de la Sardana, 1998
- Tomàs Gil i Membrado, dins la història, Girona: GISC, 1999
- La Tenora, 150 anys, VVAA. Fundador, 1980
- La Sardana a Besalú, 3r premi Josep Buch en el XVIII Certamen Literari "Ramon Vidal de Besalú", 2012

## Premis i reconeixements
El 2012 va guanyar la Creu de Sant Jordi.